# Florin Birta
Florin-Alin Birta (n. 25 iunie 1983, Oradea, România) este un politician român, care ocupă funcția de primar al municipiului Oradea din 2020, înlocuindu-l pe Ilie Bolojan care a devenit președinte al Consiliului Județean Bihor. Florin-Alin Birta a fost viceprimar al municipiului Oradea din 2016 până când a devenit primar în octombrie 2020. A fost reales în funcția de primar în 2024.
1. ↑  „ALEGERI Locale 2024 România. Cine a câștigat și va fi noul primar din Oradea”. Gândul. 10 iunie 2024. Accesat în 30 noiembrie 2024.